# Liste der Kulturdenkmale in Schönberg (Holstein)
In der Liste der Kulturdenkmale in Schönberg (Holstein) sind alle Kulturdenkmale der schleswig-holsteinischen Gemeinde Schönberg (Holstein) (Kreis Plön) aufgelistet (Stand: 14. April 2025).

## Legende
In den Spalten befinden sich folgende Informationen:
- Objekt-ID: die Nummer des Kulturdenkmales
- Lage: die Adresse des Kulturdenkmales und die geographischen Koordinaten. Kartenansicht, um Koordinaten zu setzen. In der Kartenansicht sind Kulturdenkmale ohne Koordinaten mit einem roten Marker dargestellt und können in der Karte gesetzt werden. Kulturdenkmale ohne Bild sind mit einem blauen Marker gekennzeichnet, Kulturdenkmale mit Bild mit einem grünen Marker.
- Offizielle Bezeichnung: Bezeichnung des Kulturdenkmales
- Beschreibung: die Beschreibung des Kulturdenkmales
- Bild: ein Bild des Kulturdenkmales

## Sachgesamtheiten
| Objekt-ID      | Lage                                                              | Offizielle Bezeichnung         | Beschreibung | Bild                             |
| -------------- | ----------------------------------------------------------------- | ------------------------------ | --- | -------------------------------- |
| 41372          | Am Schierbek 1, Probsteier Allee 2 (54° 23′ 14″ N, 10° 22′ 31″ O) | Museumsbahn Schönberger Strand | Museumsbahn Schönberger Strand; 1914, Architekt Johann Theede; Ensemble aus dem Bahnhofsgebäude Schönberg, dem Bahnhofsgebäude Schönberger Strand und einem Toilettengebäude am Bahnhof Schönberger Strand - Begründung: geschichtlich, städtebaulich, Kulturlandschaft prägend - Schutzumfang: Bahnhofsgebäude Schönberg (Probsteier Allee 2), Bahnhofsgebäude Schönberger Strand mit Toilettengebäude (Am Schierbek 1) | Fotos hochladen                  |
| 40801 Wikidata | Friedhofsweg 1 (54° 23′ 46″ N, 10° 22′ 12″ O)                     | Kirche Schönberg               | Aktualisierung vorgesehen - Begründung: geschichtlich, künstlerisch, städtebaulich, Kulturlandschaft prägend - Schutzumfang: Kirche mit Ausstattung, Kirchhof, Grabmale bis 1870, zwei Gruftanlagen | weitere Fotos \| Fotos hochladen |
| 41340          | Niederstraße 3 (54° 23′ 34″ N, 10° 22′ 15″ O)                     | Bauernvogtstelle Muhs          | Bauernvogtstelle Muhs in Schönberg; 1869, 1911/12, gesamtes Ensemble gelegen gegenüber am Knüll in der Niederstraße 3, bestehend aus rückwärtig gelegenem Wohnhaus, rechts davon die sog. Große Scheune und links vom Haupthaus die sog. Kleine Scheune - Begründung: geschichtlich, städtebaulich, Kulturlandschaft prägend - Schutzumfang: Wohnhaus, sog. Große Scheune und sog. Kleine Scheune                        | weitere Fotos \| Fotos hochladen |

## Bauliche Anlagen
| Objekt-ID      | Lage                                                 | Offizielle Bezeichnung                      | Beschreibung | Bild                             |
| -------------- | ---------------------------------------------------- | ------------------------------------------- | --- | -------------------------------- |
| 24447          | Am Markt 1 (54° 23′ 44″ N, 10° 22′ 14″ O)            | Gasthof „Schönberger Hof“                   | Gasthof „Schönberger Hof“; 1928/29, Baumeister Hermann Göttsch; zweigeschossiger traufständiger Putzbau unter Walmdach mit zwei Altanen und Zwerchhaus, rückwärtig bauzeitlicher Kinosaalanbau mit Kegelbahnanbau - Begründung: geschichtlich, städtebaulich, Kulturlandschaft prägend - Schutzumfang: gesamtes Objekt - Denkmaltyp: Bauliche Anlage | Fotos hochladen                  |
| 5093           | Am Markt 2 (54° 23′ 45″ N, 10° 22′ 11″ O)            | Wohnhaus                                    | Wohnhaus; Mitte 19. Jh.; eingeschossiger Backsteinbau unter Halbwalmdach, übergiebelter Eingangsrisalit, verglaster Holzanbau, mit zwei Hausbäumen - Begründung: geschichtlich, städtebaulich - Schutzumfang: Wohnhaus, Hausbäume - Denkmaltyp: Bauliche Anlage | weitere Fotos \| Fotos hochladen |
| 5095 Wikidata  | Am Markt 8 (54° 23′ 44″ N, 10° 22′ 10″ O)            | Gasthof „Stadt Kiel“                        | Alteintragung (Aktualisierung vorgesehen) - Begründung: geschichtlich, städtebaulich - Schutzumfang: gesamtes Objekt - Denkmaltyp: Bauliche Anlage | weitere Fotos \| Fotos hochladen |
| 5096           | Am Pastorenbrook 4 (54° 23′ 50″ N, 10° 22′ 11″ O)    | Pastorat                                    | Pastorat; im Kern 1779, Wiederaufbau 1948; eingeschossiger traufständiger Backsteinbau von neun Achsen unter Satteldach, mit Nebengebäude und Lindenallee - Begründung: geschichtlich, städtebaulich, Kulturlandschaft prägend - Schutzumfang: Pastorat, Nebengebäude, Lindenallee - Denkmaltyp: Bauliche Anlage | Fotos hochladen                  |
| 24656 Wikidata | Am Schierbek 1 (54° 23′ 13″ N, 10° 22′ 30″ O)        | Bahnhofsgebäude Schönberger Strand          | Bahnhofsgebäude Schönberger Strand; 1914, Architekt Johann Theede; zweigeschossiger traufständiger Backsteinbau im Reformstil mit neubarockem Korbbogen-Eingang, Walmdach mit giebelseitiger Mansardabstufung, eingeschossiger Güterschuppen-Anbau, Toilettengebäude - Begründung: geschichtlich, städtebaulich, Kulturlandschaft prägend - Schutzumfang: Bahnhofsgebäude Schönberger Strand, Toilettengebäude - Denkmaltyp: Bauliche Anlage, Sachgesamtheit: Museumsbahn Schönberger Strand | weitere Fotos \| Fotos hochladen |
| 5097           | Bahnhofstraße 1 (54° 23′ 32″ N, 10° 22′ 22″ O)       | Wohnhaus                                    | Wohn- und Geschäftshaus; 1. Hälfte 19. Jh.; zweigeschossiger traufständiger Putzbau unter Schopfwalmdach mit Giebelrisalit und repräsentativer Putzgliederung in spätklassizistischen Formen - Begründung: geschichtlich, städtebaulich - Schutzumfang: gesamtes Objekt - Denkmaltyp: Bauliche Anlage | Fotos hochladen                  |
| 41335          | Bahnhofstraße 8 (54° 23′ 32″ N, 10° 22′ 21″ O)       | Wohn- und Geschäftshaus                     | Wohn- und Geschäftshaus; 1889, erweitert 1922; ein- und zweigeschossiger, dreiteiliger Putzbau mit Satteldächern und Walmdach, kontrastreiche Fassadengestaltung aus rotem Ziegeldekor und weißen Putzflächen - Begründung: geschichtlich, städtebaulich - Schutzumfang: gesamtes Objekt - Denkmaltyp: Bauliche Anlage | Fotos hochladen                  |
| 5098           | Bahnhofstraße 22 (54° 23′ 26″ N, 10° 22′ 24″ O)      | ehem. kaiserliches Postamt                  | ehem. kaiserliches Postamt; 1906, Baumeister Hermann Göttsch; zweigeschossiger, traufständiger Backsteinbau von sieben Achsen mit Schopfwalmdach und breiten Giebeln nach Osten und Westen, kontrastreiche Fassadengestaltung aus roter Backsteinmauerung und weißen Putzflächen - Begründung: geschichtlich, städtebaulich - Schutzumfang: gesamtes Objekt - Denkmaltyp: Bauliche Anlage | Fotos hochladen                  |
| 5092 Wikidata  | Friedhofsweg 1 (54° 23′ 46″ N, 10° 22′ 12″ O)        | Kirche mit Ausstattung                      | Alteintragung (Aktualisierung vorgesehen) - Begründung: geschichtlich, künstlerisch, städtebaulich - Schutzumfang: gesamtes Objekt - Denkmaltyp: Bauliche Anlage, Sachgesamtheit: Kirche Schönberg | Fotos hochladen                  |
| 41332          | Große Mühlenstraße 39 (54° 23′ 23″ N, 10° 22′ 43″ O) | Wohnhaus Göttsch                            | Wohnhaus Göttsch; 1906, Baumeister Hermann Göttsch; eineinhalb- bis zweigeschossiger, villenartiger Backsteinbau unter Sattel- und Schopfwalmdächern mit Anbauten nach Osten und Westen - Begründung: geschichtlich, künstlerisch, städtebaulich - Schutzumfang: gesamtes Objekt - Denkmaltyp: Bauliche Anlage | Fotos hochladen                  |
| 3762 Wikidata  | Große Mühlenstraße 43 (54° 23′ 22″ N, 10° 22′ 48″ O) | Schönberger Windmühle                       | 1829 als „Erdholländer“ erbaut, heute in Privatbesitz. Alteintragung (Aktualisierung vorgesehen) - Begründung: geschichtlich, technisch, Kulturlandschaft prägend - Schutzumfang: gesamtes Objekt - Denkmaltyp: Bauliche Anlage | weitere Fotos \| Fotos hochladen |
| 2860 Wikidata  | Knüllgasse 8 (54° 23′ 40″ N, 10° 22′ 16″ O)          | ehem. Apotheke                              | Alteintragung (Aktualisierung vorgesehen) - Begründung: geschichtlich, städtebaulich - Schutzumfang: gesamtes Objekt - Denkmaltyp: Bauliche Anlage | weitere Fotos \| Fotos hochladen |
| 5064           | Knüllgasse 16 (54° 23′ 42″ N, 10° 22′ 14″ O)         | ehem. Amtsgericht                           | ehem. Amtsgericht; 1919, Baumeister Hermann Göttsch; zweiteiliger, siebenachsiger Backsteinbau von einem und zwei Geschossen mit Satteldächern - Begründung: geschichtlich, städtebaulich - Schutzumfang: gesamtes Objekt - Denkmaltyp: Bauliche Anlage | weitere Fotos \| Fotos hochladen |
| 41347          | Knüllgasse 21 (54° 23′ 41″ N, 10° 22′ 13″ O)         | Wohnhaus mit Bäckerei                       | Wohnhaus mit Bäckerei; 1904, Architekt Hermann Göttsch; als Eckgebäude errichteter zweigeschossiger Backsteinbau mit Putzgliederung und Satteldächern, Eckerker mit Turmaufsatz, zu den Seiten je ein übergiebelter Risalit - Begründung: geschichtlich, städtebaulich - Schutzumfang: gesamtes Objekt - Denkmaltyp: Bauliche Anlage | weitere Fotos \| Fotos hochladen |
| 41328          | Kuhlenkamp 29 (54° 23′ 22″ N, 10° 21′ 57″ O)         | Kath. Kirche St. Ansgar mit Ausstattung     | Kirche mit Ausstattung; 1956, Architekt Bernhard Lippsmeier, 1968–1976 erweitert, Architekt Egon Hauzeur; Saalkirche unter Satteldach, Buntglasfenstern von Johannes Beeck - Begründung: geschichtlich, künstlerisch, städtebaulich - Schutzumfang: Kath. Kirche St. Ansgar mit Ausstattung - Denkmaltyp: Bauliche Anlage | weitere Fotos \| Fotos hochladen |
| 5065           | Niederstraße 3 (54° 23′ 33″ N, 10° 22′ 14″ O)        | Wohnhaus                                    | Wohnhaus; 1869; zweigeschossiger, traufständiger Backsteinbreitbau mit schiefergedecktem Satteldach, breiter Mittelrisalit mit Walmdach - Begründung: geschichtlich, städtebaulich, Kulturlandschaft prägend - Schutzumfang: gesamtes Objekt - Denkmaltyp: Bauliche Anlage, Sachgesamtheit: Bauernvogtstelle Muhs | weitere Fotos \| Fotos hochladen |
| 5066           | Niederstraße 3 (54° 23′ 34″ N, 10° 22′ 14″ O)        | sog. Große Scheune                          | sog. Große Scheune, rechts vom Wohnhaus von der Straße aus gesehen; 1911, Baumeister Hermann Göttsch; mächtiger, eingeschossiger Backsteinbau mit breitem Mansarddach - Begründung: geschichtlich, städtebaulich, Kulturlandschaft prägend - Schutzumfang: gesamtes Objekt - Denkmaltyp: Bauliche Anlage, Sachgesamtheit: Bauernvogtstelle Muhs | weitere Fotos \| Fotos hochladen |
| 5072 Wikidata  | Ostseestraße 8 (54° 23′ 44″ N, 10° 22′ 22″ O)        | Probsteimuseum: Bohlenspeicher mit Backhaus | Alteintragung (Aktualisierung vorgesehen) - Begründung: Alteintragung (Aktualisierung vorgesehen) - Schutzumfang: Alteintragung (Aktualisierung vorgesehen) - Denkmaltyp: Bauliche Anlage | Fotos hochladen                  |
| 5071 Wikidata  | Ostseestraße 8 (54° 23′ 44″ N, 10° 22′ 23″ O)        | Probsteimuseum: Durchfahrtscheune           | Alteintragung (Aktualisierung vorgesehen) - Begründung: Alteintragung (Aktualisierung vorgesehen) - Schutzumfang: Alteintragung (Aktualisierung vorgesehen) - Denkmaltyp: Bauliche Anlage | Fotos hochladen                  |
| 5070 Wikidata  | Ostseestraße 10 (54° 23′ 44″ N, 10° 22′ 22″ O)       | Probsteimuseum: Wohn- u. Wirtschaftsgebäude | Alteintragung (Aktualisierung vorgesehen) - Begründung: Alteintragung (Aktualisierung vorgesehen) - Schutzumfang: Alteintragung (Aktualisierung vorgesehen) - Denkmaltyp: Bauliche Anlage | Fotos hochladen                  |
| 5062 Wikidata  | Probsteier Allee 2 (54° 23′ 14″ N, 10° 22′ 29″ O)    | Bahnhofsgebäude Schönberg                   | Bahnhofsgebäude Schönberg; 1914, Architekt Johann Theede; zweigeschossiger traufständiger Backsteinbau im Reformstil mit Walmdach, zwei breite Zwerchhäuser nach Norden und Süden, nach Westen und Süden kleine, eingeschossige Anbauten mit Walmdach - Begründung: geschichtlich, städtebaulich, Kulturlandschaft prägend - Schutzumfang: gesamtes Objekt - Denkmaltyp: Bauliche Anlage, Sachgesamtheit: Museumsbahn Schönberger Strand                                                     | weitere Fotos \| Fotos hochladen |
| 5069           | Schulweg 3 (54° 23′ 50″ N, 10° 22′ 18″ O)            | Schule                                      | ehem. Volksschule; 1879, 1912 um einen Ostflügel erweitert; zweigeschossiger Backsteinbau mit Walmdach, Mittel- und Eckrisalit; drei zugehörige Linden - Begründung: geschichtlich, städtebaulich - Schutzumfang: Schule, drei Linden - Denkmaltyp: Bauliche Anlage | weitere Fotos \| Fotos hochladen |
| 3681 Wikidata  | Stakendorfer Tor 1 (54° 23′ 41″ N, 10° 22′ 25″ O)    | Wohnhaus                                    | Alteintragung (Aktualisierung vorgesehen) - Begründung: Alteintragung (Aktualisierung vorgesehen) - Schutzumfang: Alteintragung (Aktualisierung vorgesehen) - Denkmaltyp: Bauliche Anlage | Fotos hochladen                  |
| 13589          | Strandstraße 201 (54° 24′ 15″ N, 10° 23′ 14″ O)      | ehem. Haupthaus                             | ehem. Haupthaus in der Mitte des Ensembles; um 1800; Probsteier Bauernhaus, eingeschossiger, giebelständiger Fachwerkbau mit blechgedecktem Schopfwalmdach und seitlichem, angeschlepptem Anbau, mit Lindenreihe - Begründung: geschichtlich, wissenschaftlich, städtebaulich, Kulturlandschaft prägend - Schutzumfang: ehem. Haupthaus, Lindenreihe - Denkmaltyp: Bauliche Anlage | Fotos hochladen                  |
| 13587          | Strandstraße 263 (54° 24′ 27″ N, 10° 24′ 0″ O)       | Haupthaus                                   | Haupthaus; 1823; Probsteier Bauernhaus, eingeschossiger giebelständiger Fachwerkbau mit Backsteinausfachung und reetgedecktem Schopfwalmdach, seitliche Lindenreihe - Begründung: geschichtlich, wissenschaftlich, städtebaulich, Kulturlandschaft prägend - Schutzumfang: Haupthaus, Lindenreihe - Denkmaltyp: Bauliche Anlage | Fotos hochladen                  |

## Teile von baulichen Anlagen
| Objekt-ID      | Lage                                      | Offizielle Bezeichnung                  | Beschreibung | Bild                             |
| -------------- | ----------------------------------------- | --------------------------------------- | --- | -------------------------------- |
| 5094           | Am Markt 5 (54° 23′ 43″ N, 10° 22′ 13″ O) | Giebelwand des sog. Stenderschen Hauses | Giebelwand des sog. Stenderschen Hauses; 1779; Schaugiebelwand eines ehem. Wohn- und Wirtschaftsgebäudes, als Steilgiebel ausgeführte Fachwerkkonstruktion mit Backsteinausfachung, korbbogige Grootdöröffnung mit Inschrift - Begründung: geschichtlich, wissenschaftlich, städtebaulich, Kulturlandschaft prägend - Schutzumfang: gesamtes Objekt - Denkmaltyp: Teil einer baulichen Anlage | weitere Fotos \| Fotos hochladen |
| 24654 Wikidata | Knüll 2 (54° 23′ 34″ N, 10° 22′ 20″ O)    | Saal des „Bahnhofs-Hotels“              | Alteintragung (Aktualisierung vorgesehen) - Begründung: geschichtlich, künstlerisch - Schutzumfang: gesamtes Objekt - Denkmaltyp: Teil einer baulichen Anlage | Fotos hochladen                  |

## Gründenkmale
| Objekt-ID      | Lage                                          | Offizielle Bezeichnung | Beschreibung | Bild                             |
| -------------- | --------------------------------------------- | ---------------------- | --- | -------------------------------- |
| 22914 Wikidata | Friedhofsweg 1 (54° 23′ 47″ N, 10° 22′ 10″ O) | Kirchhof               | Alteintragung (Aktualisierung vorgesehen) - Begründung: geschichtlich, Kulturlandschaft prägend - Schutzumfang: Kirchhof, Grabmale bis 1870, zwei Gruftanlagen - Denkmaltyp: Gründenkmal, Sachgesamtheit: Kirche Schönberg                  | Fotos hochladen                  |
| 41349          | Friedhofsweg 1 (54° 23′ 45″ N, 10° 22′ 13″ O) | Doppeleiche            | Doppeleiche; 1898; zum 50-jährigen Jubiläum der SchleswigHolsteinischen Erhebung gepflanzt; mit Gedenkstein - Begründung: geschichtlich, wissenschaftlich, städtebaulich - Schutzumfang: Doppeleiche, Gedenkstein - Denkmaltyp: Gründenkmal | weitere Fotos \| Fotos hochladen |

## Quelle
- Liste der Kulturdenkmale in Schleswig-Holstein – Kreis Plön (PDF)